# Interior peninsular

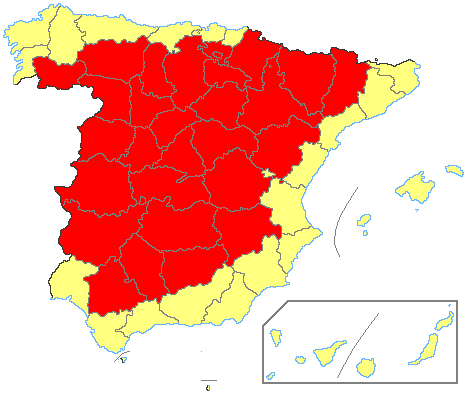
Provincias españolas del interior peninsular.

Se conoce como Interior peninsular a la zona central de la península ibérica, que comprende:
- En España: Las comunidades autónomas de Castilla y León, La Rioja, Navarra, Aragón, Madrid, Castilla-La Mancha y Extremadura. =]
- En Portugal: Las provincias de Trás-os-Montes, Ribatejo, La Beira Alta, La Beira Baixa y El Alto Alentejo.

- Datos: Q5918983